# 発酵

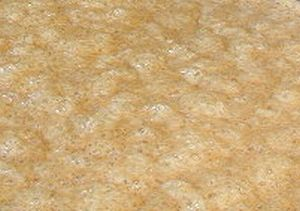
進行中の発酵。発酵混合物の上に二酸化炭素の泡が見える。

発酵（はっこう、英: fermentation、醱酵）は、酵素の働きによって有機物質に化学変化をもたらす代謝プロセスである。生化学では、酸素のない状態で炭水化物からエネルギーを取り出すことと、狭義に定義される。食品製造においては、より広く、微生物の活動が食品や飲料に望ましい変化をもたらすあらゆる過程を指すこともある。発酵の科学は発酵学または酵素学と呼ばれる。
微生物において、発酵は、有機栄養素の嫌気的な分解を通じてアデノシン三リン酸（ATP）を生成する主要な手段である。
人類は新石器時代から、食品や飲料の生産に発酵を利用してきた。たとえば、発酵は、キュウリのピクルス、コンブチャ、キムチ、ヨーグルトなどの酸っぱい食品に含まれる乳酸を生成する工程で長期保存を可能としたり、ビールやワインなどのアルコール飲料の製造にも利用されている。また、発酵は、人間を含むすべての動物の消化管内でも起こる。
工業的発酵とは、化学物質、バイオ燃料、酵素、タンパク質、医薬品の大規模製造に微生物を応用する工程を指す、さらに上位の概念である。

## 定義と語源
発酵のさまざまな定義を、非公式で一般的な用法からより科学的な定義まで次に示す。
1. 微生物を用いた食品の保存法（一般用途）
2. 空気の有無にかかわらず発生する大規模な微生物プロセス（産業界で使用される一般的な定義。工業的発酵（英語版）として知られている）
3. アルコール飲料または酸性乳製品を製造するあらゆる工程（一般用途）
4. 嫌気条件下でのみ起こるエネルギー放出代謝プロセス（やや科学的）
5. 糖やその他の有機分子からエネルギーを放出し、酸素や電子伝達系を必要とせず、最終的な電子受容体として有機分子を使用する代謝プロセス（最も科学的）

「発酵（ferment）」という言葉は、沸騰を意味するラテン語の動詞「fervere」に由来する。14世紀後半に錬金術の分野で初めて使われたと考えられているが、あくまで広義の意味である。現代科学的な意味で使われるようになったのは1600年頃である。

## 生物学的役割
好気呼吸と並んで、発酵は分子からエネルギーを取り出す方法である。これは、すべての細菌と真核生物に共通する唯一の方法である。そのため発酵は、地球上に植物が誕生する以前の太古の環境、つまり大気中に酸素が存在する以前の原始的な環境に適した、最も古い代謝経路であると考えられている:389。
真菌の一種である酵母は、果物の皮から昆虫や哺乳類の内臓、そして深海に至るまで、微生物が生息できるほぼあらゆる環境に存在する。酵母は糖分を多く含む分子を変換（分解）してエタノールと二酸化炭素を生成する。
発酵の基本的な機構は、高等生物のすべての細胞に依然として残されている。哺乳類の筋肉は、酸素の供給が制限される激しい運動中に発酵を行い、乳酸を産生する:63。無脊椎動物では、発酵によってコハク酸やアラニンも生成する:141。
発酵細菌は、家畜の第一胃、汚水処理槽、淡水成堆積物に至るさまざまな生息環境で、メタンの生産に重要な役割を果たしている。発酵細菌は、水素、二酸化炭素、ギ酸、酢酸、カルボン酸を生成する。その後、複合微生物系が、二酸化炭素と酢酸をメタンに変換する。また、酢酸生成菌はこれらの酸を酸化し、さらに酢酸と水素またはギ酸を生成する。最後に、メタン生成菌（古細菌の一種）が酢酸をメタンに変換する。

## 生化学的概要

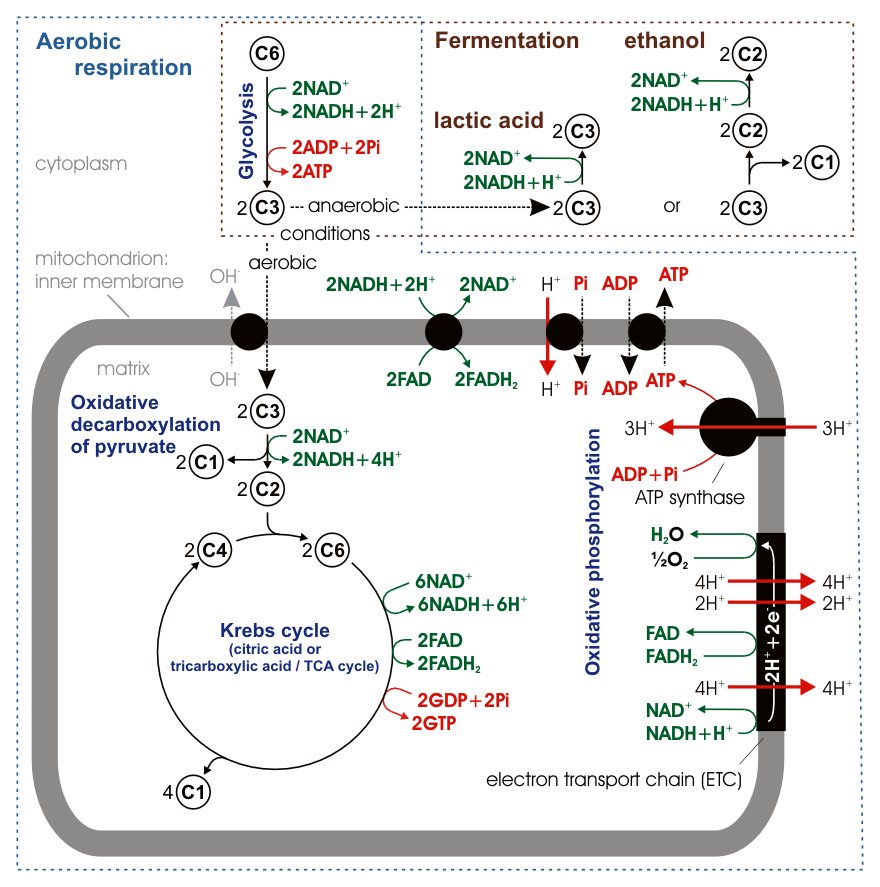
真核細胞における好気呼吸と最もよく知られている発酵タイプとの比較。円内の数字は分子の炭素原子数を示し、C6はグルコースC_{6}H_{12}O_{6},、C1は二酸化炭素CO_{2}である。ミトコンドリア外膜は省略している。

発酵により、還元型のニコチンアミドアデニンジヌクレオチド（NADH）が、内因性の有機電子受容体と反応する。通常、これは解糖系により糖から生成されたピルビン酸である。この反応によって、酸化型のNAD+と有機生成物が生成される。後者の代表例として、エタノール、乳酸、水素ガス（H2）、二酸化炭素もよく生成する。しかし、発酵によって酪酸やアセトンなど、さらに珍しい化合物が生成することもある。発酵生成物は、酸素を使わなければそれ以上代謝されないため、廃棄物とみなされる。
発酵は通常、嫌気環境で行われる。酸素（O2）が存在する場合、呼吸によって、NADHとピルビン酸がアデノシン三リン酸（ATP）を生成するのに使われる。これは酸化的リン酸化として知られている。これによって解糖系単独よりもはるかに多くのATPが生成される。このため、酸素が利用できる場合は、発酵はほとんど行われない。しかし、出芽酵母（Saccharomyces cerevisiae）などの一部の酵母株は、酸素が豊富にある場合でも、糖が十分に供給される限り、好気呼吸よりも発酵を好むことが知られている（クラブトリー効果とも呼ばれる）。発酵プロセスの中には、酸素に耐えられない偏性嫌気性菌が関与するものもある。
ビールやワインなどのアルコール飲料に含まれるエタノールの生産では酵母が発酵を行うが、酵母だけが発酵を行うわけではなく、たとえばキサンタンガムの製造では細菌が発酵を行っている。

## 発酵生成物

### エタノール
エタノール発酵（アルコール発酵とも呼ばれる）では、1分子のグルコースが、2分子のエタノールと2分子の二酸化炭素（CO2）に変換される。これはパン生地を膨らませるのにも使われ、二酸化炭素の作りだす気泡によって生地が泡だって膨張する。エタノールは、ワイン、ビール、リキュールなどのアルコール飲料に含まれる酩酊剤である。サトウキビ、トウモロコシ、テンサイなどの原料の発酵により生産されるエタノールは、バイオマスエタノールとしてガソリンに添加される。金魚や鯉など一部の魚類においては、エタノール発酵は（乳酸発酵とともに）酸素が不足したときのエネルギー供給源となる。
発酵の前に、グルコース分子は2分子のピルビン酸に分解される（解糖という）。この発熱反応からのエネルギーは、無機リン酸を ADP に結合させ、ADP を ATP に、NAD+をNADHにそれぞれ変換するために使われる。ピルビン酸塩は2分子のアセトアルデヒドに分解され、2分子の二酸化炭素を老廃物として排出する。アセトアルデヒドは、NADHのエネルギーと水素を使ってエタノールに還元され、NADHはNAD+に酸化され、このサイクルを繰り返すことができる。この反応は、ピルビン酸デカルボキシラーゼとアルコールデヒドロゲナーゼという酵素によって触媒される。

### 乳酸
ホモ乳酸発酵（Homolactic fermentation、乳酸のみを生成する）は、最も単純な種類の発酵である。解糖系からのピルビン酸が単純な酸化還元反応を起こして乳酸を生成する。全体として、1分子のグルコース（または任意の六炭糖）が2分子の乳酸に変換される。
C6H12O6 → 2 CH3CHOHCOOH
乳酸は、動物の筋肉で血液が酸素を供給するよりも早くエネルギーを必要とするときに、グリコーゲンが分解されて生成する。乳酸は、乳酸菌などの細菌や一部の真菌類にも存在する。ヨーグルトに含まれる乳糖を乳酸に変え、酸味を与えるのもこの種類の細菌である。これらの乳酸菌は、最終生成物のほとんどが乳酸であるホモ乳酸発酵と、一部の乳酸がさらにエタノールと二酸化炭素（ホスホケトラーゼ経路を経由）、酢酸、その他の代謝生成物に代謝されるヘテロ乳酸発酵のいずれかを行うことができる。一例を示す。
C6H12O6 → CH3CHOHCOOH + C2H5OH + CO2
ヨーグルトやチーズのように、乳糖が発酵すると、まずグルコースとガラクトース（どちらも同じ分子式の六炭糖）に変換される。
C12H22O11 + H2O → 2 C6H12O6
ヘテロ乳酸発酵は、ある意味では、乳酸発酵とアルコール発酵など別の種類の発酵との中間的なものである。乳酸を別のものにさらに進んで変換する理由には、次のようなものがある。
- 乳酸の酸性は生物学的プロセスを抑制する。これによって酸性に適応できない競争相手が排除されて、発酵微生物にとって有益となりうる。その結果、食品の保存期間を長くできる（食品が意図的に発酵するひとつの理由）。しかし、ある点を超えると、酸性度はそれを生成する生物に影響を及ぼし始める。
- 高濃度の乳酸（発酵の最終生成物）は平衡を逆行させ（ル・シャトリエの原理）、発酵速度を低下させ、増殖の進行を遅らせる。
- 乳酸から容易に変換されるエタノールは揮発性が高く、容易に蒸発するため、反応は容易に進行する。CO2も生成されるが、弱酸性でエタノールよりも揮発性が高い。
- 別の変換生成物である酢酸は、エタノールほど揮発性は高くないが、酸素が限られている環境では、乳酸から酢酸を生成することで、さらにエネルギーが放出される。酢酸は乳酸よりも軽い分子で、周囲と形成する水素結合の数が少ないために揮発性が高く、反応がより迅速に進行する。
- プロピオン酸や酪酸など、より長いモノカルボン酸が生成すると、エタノールと同様に消費されるグルコースあたりの酸の生成量が減少し、より早く増殖することができる。

### 水素ガス
水素ガス（H2）は、NADHからNAD+を再生する手段として、多くの種類の発酵により作られる。電子はフェレドキシンに移動し、フェレドキシンはヒドロゲナーゼによって酸化されてH2を生成する。水素ガスはメタン生成菌や硫酸還元菌の基質となるため、水素濃度は低く保たれ、このようなエネルギーに豊む化合物の生成に有利になるが、腸内ガスのようにかなり高濃度の水素ガスが生成されることもある。
たとえば、細菌であるクロストリジウム・パストゥリアヌム（Clostridium pasteurianum）はグルコースを酪酸、酢酸、二酸化炭素、水素ガスに発酵させる。酢酸を生成する反応は次のとおりである。
C6H12O6 + 4 H2O → 2 CH3COO− + 2 HCO3− + 4 H+ + 4 H2

### メタン
メタン発酵とは、メタン菌の有する代謝系のひとつであり、水素、ギ酸、酢酸などの電子を用いて二酸化炭素をメタンまで還元する系である。メタン菌以外の生物はこの代謝系を持っていない。嫌気環境における有機物分解の最終段階の代謝系であり、特異な酵素および補酵素群を有する。

### その他
その他の発酵には、混合酸発酵、ブタンジオール発酵、酪酸発酵、カプロン酸発酵、アセトン-ブタノール-エタノール発酵、グリオキシル酸発酵などがある。

### 広義の発酵
食品および工業的な文脈では、管理された容器内で生物によって行われるあらゆる化学的修飾を「発酵（fermentation）」と呼ぶことがある。次にあげるいくつかの例は、生化学的な意味の発酵には該当しないが、広い意味では発酵と呼ばれるものである。

#### 代替タンパク質

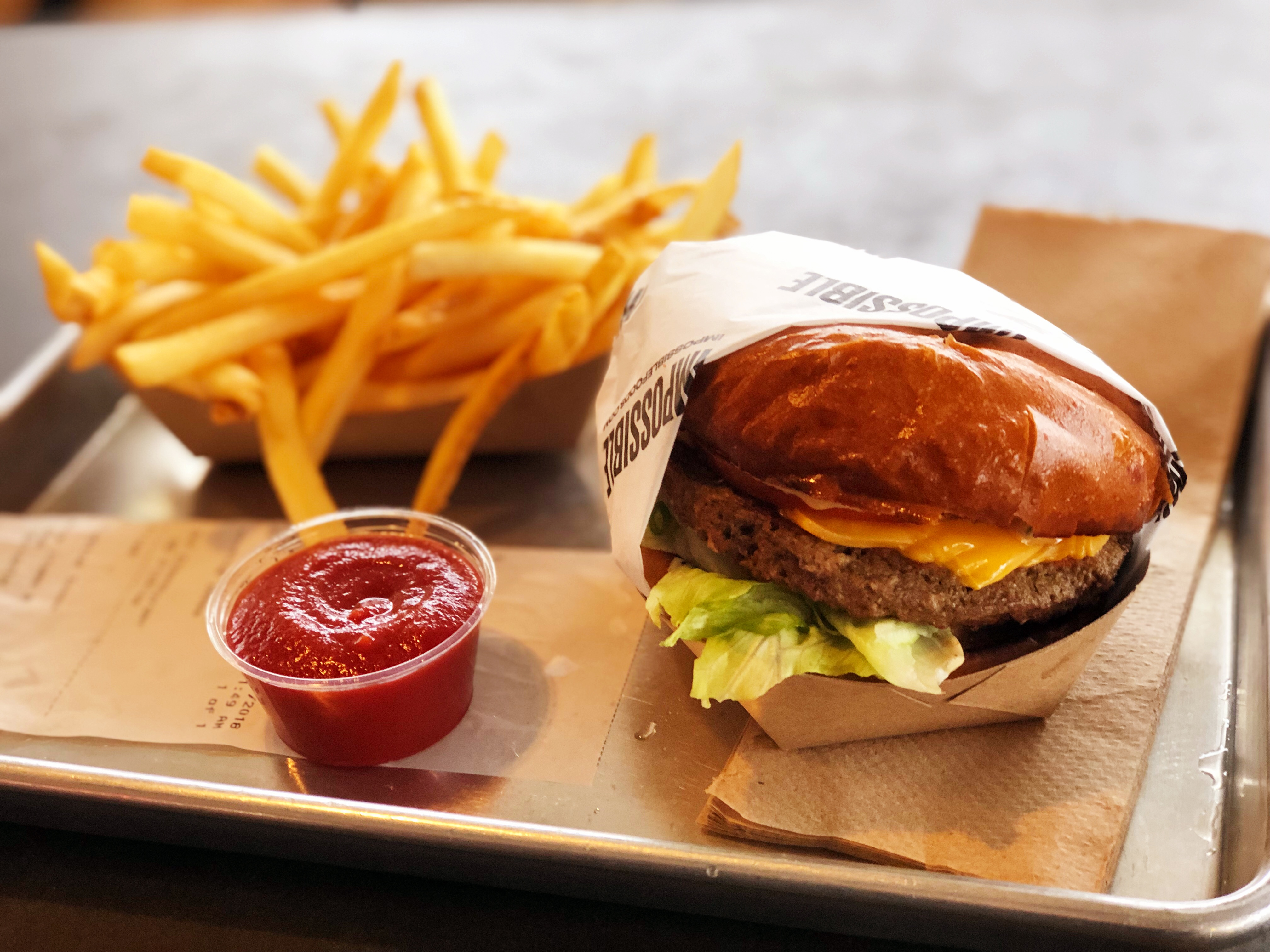
インポッシブル・バーガーに含まれるヘムタンパク質を製造するのに発酵が使用されている。

発酵は代替タンパク源の製造に使用されている。大豆のような植物性由来の食品を含む既存のタンパク質食品を、テンペや腐乳のような、より風味豊かな形に加工するためによく使われる。
より近代的な「発酵」では、肉類、牛乳、チーズ、卵の代用品を製造するのに役立つ組換えタンパク質が作られている。代表的な例をあげる。
- 人工肉用の組換えミオグロビン（Motif Foodworks）
- 組換えレグヘモグロビン（英語版）を使った人工肉（インポッシブル・フーズ）
- 乳製品代替用の組換え乳清（パーフェクト・デイ（英語版））
- 組換え卵白（EVERY）

ミオグロビンやヘモグロビンなどのヘムタンパク質 (en:英語版) は、食肉に特徴的な食感、風味、色、香りを与える。ミオグロビンやレグヘモグロビンの成分は、肉からではなく、発酵槽から得られるにもかかわらず、こうした特性を再現することができる。

#### 酵素
工業的発酵は、酵素の生産にも利用することができ、触媒活性を持つタンパク質が微生物によって産生・分泌される。発酵プロセス、微生物工学、および組換え遺伝子技術の開発により、さまざまな酵素が商業的に製造されるようになった。酵素は、食品（乳糖除去、チーズ風味）、飲料（ジュース製造）、製パン（パンの軟化、生地の調整）、動物飼料、洗剤（タンパク質、デンプン、脂質の汚れ除去）、繊維、パーソナルケア、パルプ・製紙など、あらゆる産業分野で使用されている。

## 工業的生産の方式
ほとんどの工業的発酵は、バッチまたはフェッドバッチ（流加回分）の工程が用いられているが、さまざまな課題、特に無菌状態を維持する難しさを解決できるなら、連続発酵の方が経済的な場合もある。

### バッチ型
バッチプロセスでは、すべての原料が一度に組み合わされて、追加の投入なしで反応が進行する。バッチ発酵（batch fermentation）は、何千年もの間、パンやアルコール飲料の製造に使用されており、特にそのプロセスがよく理解されていない場合には、今でも一般的な方法である:1。しかし、バッチとバッチとの間で高圧蒸気で発酵槽を殺菌しなければならないため、費用が高くつくことがある。厳密には、pHを制御したり、泡立ちを抑制するために、しばしば少量の化学物質が添加される:25。
バッチ発酵は、いくつかの段階からなる。細胞が環境に適応する遅滞期（lag phase、ラグフェーズ）があり、その後、指数関数的成長期が続く。多くの栄養素が消費されると増殖は鈍化し、指数関数的ではなくなるが、二次代謝産物（商業的に重要な抗生物質や酵素が含まれる）の生成は加速する。栄養素がほとんど消費された後も、定常期を通じてこの状態が続き、その後に細胞は死滅する:25。

### フェッドバッチ型
フェッドバッチ発酵（fed-batch fermentation、流加培養）はバッチ発酵の変形で、発酵中に一部の原料が追加される。これにより、プロセスの段階をより細かく制御できるようになる。特に、非・指数関数的成長期に限定量の栄養素を追加することによって、二次代謝産物の生産量を増加させることができる。フェッドバッチ法は、しばしばバッチ法と併用される:1。

### オープン型
バッチとバッチの間で、発酵槽の殺菌にかかる高い費用は、汚染に強いさまざまなオープン型発酵法（open fermentation）を使用することで回避できる。一つは、自然に進化した混合培養を使用することである。混合個体群は多種多様な廃棄物に適応できるため、特に廃水処理に適している。好熱性細菌は、微生物汚染を防ぐのに十分な約50 °Cの温度で乳酸を生産することができ、エタノールはその沸点（78 °C）をわずかに下回る70 °Cで生産されるため、抽出が容易である。好塩性細菌は、高塩性条件下でバイオプラスチックを生成することができる。固体発酵は、固体の基質に少量の水を加えるもので、食品産業でフレーバー、酵素、有機酸を生産するために広く利用されている。

### 連続型
連続発酵（continuous fermentation）は、基質が連続的に追加され、最終生成物が連続的に除去される。栄養レベルを一定に保つケモスタット（恒成分培養）、細胞量を一定に保つタービドスタット（濁度調節型連続培養）、培地がチューブ内を安定的に流れ、細胞が出口から入口へと再利用されるプラグフローリアクター（栓流培養）の3種類がある。プロセスがうまく機能すれば、供給物と排出物の安定した流れができ、バッチ処理を繰り返す手間と費用を避けられる。これにより、反応を阻害する副生成物を連続的に除去し、指数関数的成長期を延長することができる。しかし、汚染を回避し、定常状態を維持し続けることは容易でなく、設計も複雑になりやすい。連続型をバッチ型よりも経済的にするには、通常、発酵槽を500時間以上、連続稼働させる必要がある。

## 発酵利用の歴史
発酵の、特に酒類への利用は新石器時代から存在し、中国の賈湖（Jiahu）では紀元前7000年から6600年頃にかけて、インドでは紀元前5000年、アーユルヴェーダには多くの薬用ワインが言及され、ジョージアでは紀元前6000年、古代エジプトでは紀元前3150年、バビロンでは紀元前3000年、古代メキシコでは紀元前2000年、スーダンでは紀元前1500年の記録がある。発酵食品はユダヤ主義やキリスト教的信仰 において宗教的な意味を持っている。バルト海の神ルグティス（Rugutis）は、発酵を司る神として崇拝されていた。錬金術では、発酵（「腐敗」）は磨羯宮（まかつきゅう、、♑︎）によって象徴化されていた。

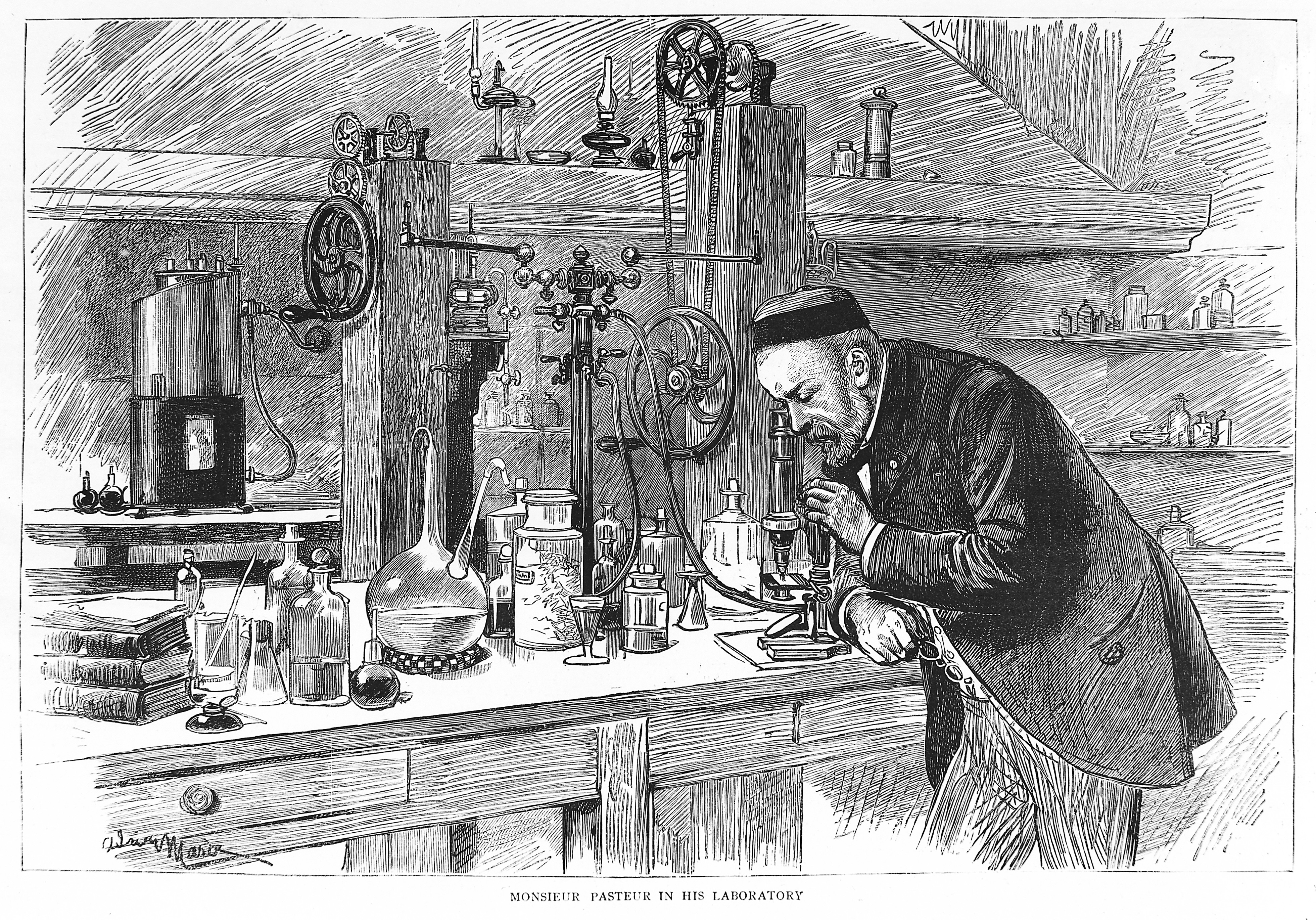
研究室でのルイ・パスツール

1837年、シャルル・カニャール・ド・ラ・ツール（Charles Cagniard de la Tour）、テオドール・シュワン、フリードリヒ・トラウゴット・キュッツインクの3人はそれぞれ論文を発表し、顕微鏡による調査の結果、酵母は出芽によって繁殖する生物であると結論づけた:6。シュワンはブドウ果汁を煮沸して酵母を死滅させ、新しい酵母を加えるまで発酵が起こらないことを発見した。しかし、アントワーヌ・ラヴォアジエを含む多くの化学者は、発酵を単純な化学反応と見なし続け、生物が関与している可能性があるという考えを否定した。これは生気論（生物に関する信念）への回帰と見なされ、ユストゥス・フォン・リービッヒとフリードリヒ・ヴェーラーによる匿名の出版物で揶揄（やゆ）された:108–109。
転機となったのは、ルイ・パスツール（1822-1895）が1850年代から1860年代にかけて、シュワンの実験を繰り返した一連の研究で、発酵が生物によって起こされることを示したことである:6。1857年、パスツールは乳酸発酵が生物によって引き起こされることを示した。1860年に彼は、それまで単なる化学変化と考えられていた細菌による牛乳の酸味の仕組みを明らかにした。食品の腐敗における微生物の役割を特定した彼の研究は、後に低温殺菌のプロセスにつながった。
1877年、フランスの醸造業の改善に務めたパスツールは、発酵に関する有名な論文「Etudes sur la Bière」を発表した。これは1879年に「発酵に関する研究（Studies on fermentation）」として英訳された。彼は（誤って）発酵を「空気を使わない生命（Life without air）」と定義したが、特定の種類の微生物がいかにして特定の種類の発酵を引き起こし、特定の最終生成物をもたらすかを正しく示した。
発酵が生きた微生物の働きによって起こることを示すことは画期的であったが、発酵の基本的な性質を説明したわけではなく、また常に存在していると思われた微生物が原因で引き起こされることを証明したわけでもなかった。パスツールを含む多くの科学者は、酵母から発酵酵素を抽出しようと試みて失敗した。
1897年、ドイツの化学者エドゥアルト・ブフナーが酵母を粉砕し、そこから分泌液を抽出したところ、この「死んだ」液体が生きた酵母と同じように糖液を発酵させ、二酸化炭素とアルコールを生成することを発見し、驚きとともに成功がもたらされた。
ブフナーの成果は、生化学の誕生に結びついたと考えられている。「無生酵母」は、生存酵母とまったく同じようにふるまった。それ以来、酵素という用語はすべての発酵に適用されるようになった。さらに、発酵は微生物が産生する酵素によって引き起こされることが理解された。1907年、ブフナーはその功績によりノーベル化学賞を受賞した。
微生物学と発酵技術の進歩は今日にいたるまで着実に続いている。たとえば、1930年代には、物理的または化学的処理によって微生物を変異させ、より収量が多く、より増殖が速く、より低い酸素を許容し、より高濃度の培地を使用できることが発見された。そのうえ、菌株の選択と交配も発展し、これらは現代のほとんどの食品発酵に影響を与えている。

### 1930年代以降
発酵の分野は、食品や飲料から工業用化学薬品や医薬品に至るまで、幅広い消費財の生産に欠かせないものとなっている。古代文明の初期に始まって以来、発酵の利用は進化と拡大を続け、新しい手法や技術によって製品の品質、収量、効率が向上した。1930年代以降には、抗生物質や酵素のような高価値製品を生産するための新しいプロセスの開発、バルク化学物質の生産における発酵の重要性の向上、機能性食品や栄養補助食品の生産における発酵の利用への関心の高まりなど、発酵技術の多くの重要な進歩が見られた。
1950年代と1960年代には、固定化細胞や固定化酵素の使用といった新しい発酵技術が開発され、発酵プロセスをより正確に制御できるようになり、抗生物質や酵素のような高価値製品の生産が増加した。1970年代から1980年代にかけ、発酵はエタノール、乳酸、クエン酸などのバルク化学物質の生産においてますます重要性を増した。そのため新しい発酵技術が開発され、収率を向上させ生産コストを削減するために、遺伝子組換え微生物が使用されるようになった。1990年代から2000年代にかけて、発酵を利用して、基礎的な栄養摂取にとどまらない健康上の利点が期待できる機能性食品や栄養補助食品の製造への関心が高まった。このため、新しい発酵プロセスが開発され、プロバイオティクス（腸内有益菌）やその他の機能性成分が使用されるようになった。
全体として、1930年以降、工業目的での発酵の利用は著しく進歩し、現在世界中で消費されているさまざまな発酵製品の生産につながった。